# Platypezoidea
Platypezoidea è una superfamiglia di insetti dell'ordine dei Ditteri (Brachycera: Muscomorpha), comprendente le forme più primitive dei Cyclorrhapha, tradizionalmente incluse, insieme ai Syrphoidea nella sezione degli Aschiza.

## Descrizione
I Platypezoidea sono insetti di dimensioni piccole o piccolissime. Come tutti gli Aschiza, differiscono dagli Schizophora, i Ciclorrafi superiori, per i seguenti caratteri fondamentali:
- assenza della sutura frontale nell'adulto (ptilinum);
- scleriti ipofaringei e tentorio-faringei delle larve fusi;
- pupe fornite di due processi respiratori ben sviluppati (ad eccezione dei Platypezidae).

Dai Syrphoidea si differenziano per i seguenti caratteri:
- chetotassi cefalica caratterizzata dalla presenza di lunghe e robuste setole nella regione frontale e sulla placca ocellare;
- pupario più o meno depresso in senso dorso-ventrale;
- scomparsa del ramo Sc2 della subcosta (spesso denominata sc-r) che termina pertanto sulla costa senza avere connessioni trasversali con la radio;
- terminazioni delle vene R4+5 e M1 (ultimo ramo della radio e primo ramo della Glossario entomologico#media ben distinte e confluenti indipendentemente sul margine dell'ala.

Il capo è generalmente dicoptico in entrambi i sessi, ad eccezione dei Platypezidae e degli Opetiidae, che hanno maschi con capo oloptico. Le antenne sono di tipo aristato, con stilo triarticolato, ad eccezione degli Opetiidae che hanno stilo biarticolato; ancora primitiva è la conformazione delle antenne, a causa dell'inserzione dello stilo in posizione apicale sul primo flagellomero. L'apparato boccale è in genere breve, di tipo succhiante-lambente, con labbro inferiore provvisto di labelli carnosi.
Il torace è generalmente convesso, provvisto di chetotassi ben definita in alcuni gruppi, zampe di moderata lunghezza, di tipo cursorio, ali ben sviluppate nei maschi, spesso vestigiali o ridotte nelle femmine dei Phoridae; decisamente singolare è la simmetria longitudinale e la conformazione acuta dell'apice nelle ali dei Lonchopteridae. La nervatura presenta spesso conformazioni specifiche, come nei Lonchopteridae, dove si riscontra la netta prevalenza delle vene longitudinali e la loro convergenza verso l'apice nei Lonchopteridae, e soprattutto nei Phoridae, in cui si ha una marcata semplificazione della struttura della venatura mediana e posteriore, accompagnata dallo spostamento delle vene anteriori verso la base del margine costale. La cellula discale è in genere assente o ridotta.

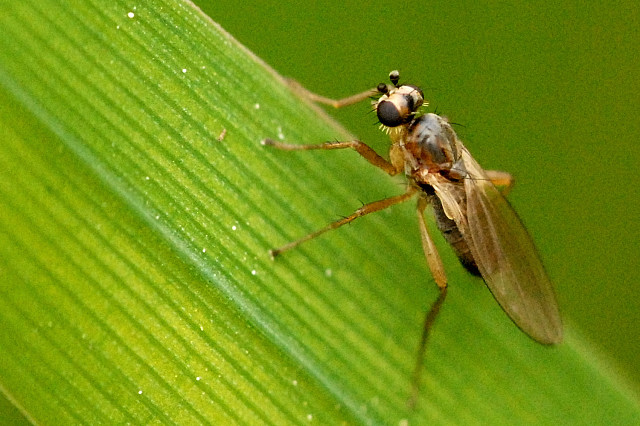
Lonchopteridae

L'addome è conico-cilindrico, gradatamente più stretto nella parte terminale, formato in genere da sei uriti apparenti. Uriti terminali telescopici nella femmina e coinvolti nella circumflessione a 360° dell'ipopigio nel maschio. Quest'ultimo carattere, fondamentale in tutti i Ciclorrafi, si sviluppa per la torsione assiale dell'ottavo urite e la retroflessione dell'ipopigio sotto l'addome ed ha riflessi sull'etologia dell'accoppiamento: infatti, nei Brachiceri inferiori la femmina e il maschio si dispongono assumendo posizioni reciproche contrapposte e mettendo a contatto gli uriti genitali; nella generalità dei Ciclorrafi, invece, il maschio si dispone sopra la femmina. Fanno eccezione i Platipezidi, che assumono, nell'accoppiamento, posizioni analoghe a quelle dei Brachiceri inferiori.
Le larve, nelle forme conosciute, sono apode e microcefale, per la forte riduzione della capsula cefalica, infossata nel protorace. Hanno una forma allungata e un profilo ovoidale-oblungo, in genere con tegumento cosparso di brevi processi spiniformi.
Il pupario riassume la conformazione dell'ultimo stadio larvale ed ha un profilo ovoidale, più o meno appiattito in senso dorso-ventrale.

## Biologia e habitat

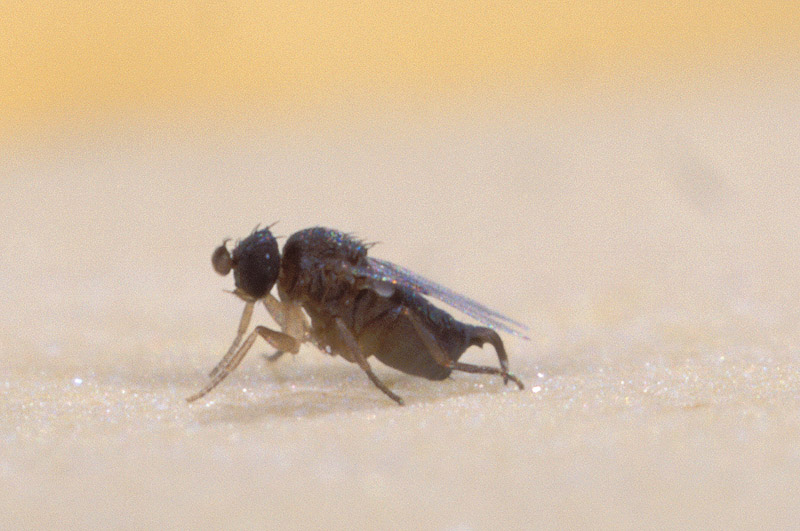
Phoridae

La biologia è poco conosciuta nella generalità della superfamiglia e comprende vari comportamenti trofici allo stadio larvale. Completamente sconosciuta è la biologia delle larve negli Opetiidae, di cui non si conosce neppure la morfologia. Nei Platipezidi il regime dietetico delle larve raggiunge un elevato grado di specializzazione nella micetofagia, mentre nelle altre famiglie si sono sviluppati adattamenti evolutivi dall'originaria saprofagia, più o meno obbligata, a forme di zoosaprofagia, di predazione vera e propria, di micetofagia e di parassitoidismo. Secondo Disney, la maggior parte dei Foridi comprende forme larvali parassitoidi.

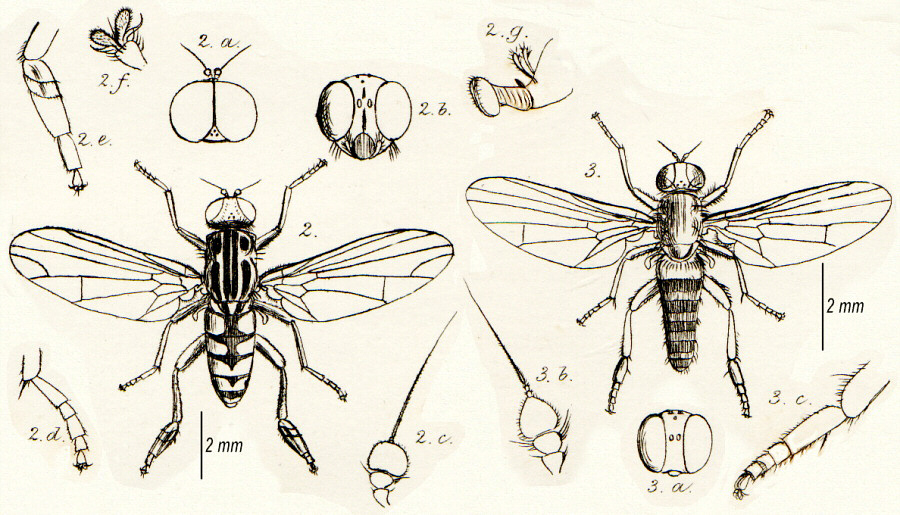
Platypezidae

Di particolare interesse sono il parassitoidismo dei foridi e la micetofagia, frequente fra i Platipezidi, i Lonchopteridae e i Foridi. Il parassitoidismo, piuttosto diffuso fra i Foridi, colpisce un'ampia gamma di invertebrati, ma è di particolare interesse la frequenza di forme associate ai Formicidae, alcune sfruttate anche nella lotta biologica. La micetofagia è di particolare interesse sotto l'aspetto economico, in quanto i foridi micetofagi sono spesso responsabili di gravi danni alle coltivazioni dei funghi. Nel complesso, i Platipezoidi si presentano come il raggruppamento comprendente i micetofagi di maggiore importanza dopo gli Sciaroidea.
Di particolare interesse per l'entomologia forense, infine, è l'adattamento di alcuni foridi alla necrofagia, con alcune specie che si sviluppano sui cadaveri dei vertebrati, compreso l'uomo. Il singolare comportamento di questi foridi, noti in inglese con il nome comune di coffin flies ("mosche delle bare"), ha interessanti implicazioni nella medicina legale.
L'adattamento alla fitofagia, per quanto riscontrato nella letteratura, è un aspetto di marginale importanza per la limitata ricorrenza e la scarsa rilevanza dei danni economici, mentre maggiore è l'importanza di alcuni foridi dal punto di vista igienico-sanitario, perché a causa della loro etologia sono possibili vettori di agenti patogeni.
Il regime dietetico degli adulti, quando è conosciuto, è fondamentalmente glicifago, ma nei Foridi si riscontrano spesso forme onnivore e saprofaghe anche allo stadio adulto o prettamente zoofaghe.

## Filogenesi

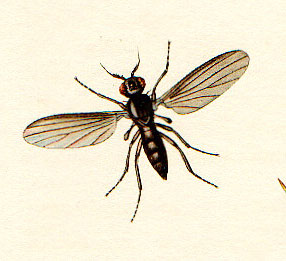
Opetiidae

La filogenesi dei Cyclorrhapha inferiori, tradizionalmente raggruppati nella sezione degli Aschiza, non è ancora del tutto accertata, di conseguenza, coesistono interpretazioni differenti sulla ripartizione tassonomica di questo gruppo di ditteri. Attualmente c'è ampio consenso nel ritenere gli Aschiza parafiletici in relazione agli Schizophora.
Hennig (1973) ripartiva i Ciclorrafi in tre sezioni: Anatriata, Aschiza e Schizophora. In questi ultimi vi erano compresi i Ciclorrafi superiori, nelle prime due sezioni i Ciclorrafi inferiori (Aschiza sensu lato). La sezione Anatriata comprendeva la sola famiglia dei Lonchopteridae, mentre suddivideva gli Aschiza in due superfamiglie, i Phoroidea e i Syrphoidea, includendo in quest'ultima le famiglie Pipunculidae e Syrphidae e nella prima le restanti: Phoridae sensu stricto (escluso il genere Sciadocera), Sciadoceridae, Ironomyiidae e Platypezidae sensu lato (compreso il genere Opetia). Nella filogenesi dei Ciclorrafi, Hennig considerava pertanto i Lonchopteridae come ramo primitivo rispetto al resto dei Ciclorrafi e distingueva in questi ultimi tre linee, corrispondenti ai Phoroidea sensu Hennig, ai Syrphoidea e agli Schizophora.
McAlpine (1989) applicava un'interpretazione più stretta dell'infraordine Muscomorpha, identificandolo univocamente con i tradizionali Cyclorrhapha. Nell'ambito dei Muscomorpha applicava, per praticità di trattazione, la tradizionale suddivisione in Aschiza e Schizophora, ma ribadiva la natura parafiletica del primo raggruppamento. L'albero cladistico proposto da McAlpine distingue gli Aschiza in due clade monofiletici: il primo, correlato agli Schizophora, si identifica con la superfamiglia dei Syrphoidea sensu Hennig, il secondo, basato sulla presenza di setole lungo la base del margine costale dell'ala e sulla scomparsa della confluenza della subcosta sul ramo anteriore della radio, si identifica con la superfamiglia Platypezoidea, composta dall'insieme dei Lonchopteridae e dei Phoroidea sensu Hennig. Nell'ambito dei Platypezoidea individua cinque autapomorfie che permettono di definire cinque clade monofiletici, corrispondenti ad altrettante famiglie.
|  | Ironomyiidae                                               |
|  |                                                            |
|  | \| \| Sciadoceridae \| \| \| \| \| \| Phoridae \| \| \| \| |
|  |                                                            |
|  | Sciadoceridae                                              |
|  |                                                            |
|  | Phoridae                                                   |
|  |                                                            |

|  | Sciadoceridae |
|  |               |
|  | Phoridae      |
|  |               |

|  | Ironomyiidae                                               |
|  |                                                            |
|  | \| \| Sciadoceridae \| \| \| \| \| \| Phoridae \| \| \| \| |
|  |                                                            |
|  | Sciadoceridae                                              |
|  |                                                            |
|  | Phoridae                                                   |
|  |                                                            |

|  | Sciadoceridae |
|  |               |
|  | Phoridae      |
|  |               |

|  | Ironomyiidae                                               |
|  |                                                            |
|  | \| \| Sciadoceridae \| \| \| \| \| \| Phoridae \| \| \| \| |
|  |                                                            |
|  | Sciadoceridae                                              |
|  |                                                            |
|  | Phoridae                                                   |
|  |                                                            |

|  | Sciadoceridae |
|  |               |
|  | Phoridae      |
|  |               |

|  | Ironomyiidae                                               |
|  |                                                            |
|  | \| \| Sciadoceridae \| \| \| \| \| \| Phoridae \| \| \| \| |
|  |                                                            |
|  | Sciadoceridae                                              |
|  |                                                            |
|  | Phoridae                                                   |
|  |                                                            |

|  | Sciadoceridae |
|  |               |
|  | Phoridae      |
|  |               |

|  | Ironomyiidae                                               |
|  |                                                            |
|  | \| \| Sciadoceridae \| \| \| \| \| \| Phoridae \| \| \| \| |
|  |                                                            |
|  | Sciadoceridae                                              |
|  |                                                            |
|  | Phoridae                                                   |
|  |                                                            |

|  | Sciadoceridae |
|  |               |
|  | Phoridae      |
|  |               |

|  | Ironomyiidae                                               |
|  |                                                            |
|  | \| \| Sciadoceridae \| \| \| \| \| \| Phoridae \| \| \| \| |
|  |                                                            |
|  | Sciadoceridae                                              |
|  |                                                            |
|  | Phoridae                                                   |
|  |                                                            |

|  | Sciadoceridae |
|  |               |
|  | Phoridae      |
|  |               |

|  | Ironomyiidae                                               |
|  |                                                            |
|  | \| \| Sciadoceridae \| \| \| \| \| \| Phoridae \| \| \| \| |
|  |                                                            |
|  | Sciadoceridae                                              |
|  |                                                            |
|  | Phoridae                                                   |
|  |                                                            |

|  | Sciadoceridae |
|  |               |
|  | Phoridae      |
|  |               |

|  | Ironomyiidae                                               |
|  |                                                            |
|  | \| \| Sciadoceridae \| \| \| \| \| \| Phoridae \| \| \| \| |
|  |                                                            |
|  | Sciadoceridae                                              |
|  |                                                            |
|  | Phoridae                                                   |
|  |                                                            |

|  | Sciadoceridae |
|  |               |
|  | Phoridae      |
|  |               |

|  | Ironomyiidae                                               |
|  |                                                            |
|  | \| \| Sciadoceridae \| \| \| \| \| \| Phoridae \| \| \| \| |
|  |                                                            |
|  | Sciadoceridae                                              |
|  |                                                            |
|  | Phoridae                                                   |
|  |                                                            |

|  | Sciadoceridae |
|  |               |
|  | Phoridae      |
|  |               |

|  | Ironomyiidae                                               |
|  |                                                            |
|  | \| \| Sciadoceridae \| \| \| \| \| \| Phoridae \| \| \| \| |
|  |                                                            |
|  | Sciadoceridae                                              |
|  |                                                            |
|  | Phoridae                                                   |
|  |                                                            |

|  | Sciadoceridae |
|  |               |
|  | Phoridae      |
|  |               |

|  | Ironomyiidae                                               |
|  |                                                            |
|  | \| \| Sciadoceridae \| \| \| \| \| \| Phoridae \| \| \| \| |
|  |                                                            |
|  | Sciadoceridae                                              |
|  |                                                            |
|  | Phoridae                                                   |
|  |                                                            |

|  | Sciadoceridae |
|  |               |
|  | Phoridae      |
|  |               |

|  | Ironomyiidae                                               |
|  |                                                            |
|  | \| \| Sciadoceridae \| \| \| \| \| \| Phoridae \| \| \| \| |
|  |                                                            |
|  | Sciadoceridae                                              |
|  |                                                            |
|  | Phoridae                                                   |
|  |                                                            |

|  | Sciadoceridae |
|  |               |
|  | Phoridae      |
|  |               |

|  | Ironomyiidae                                               |
|  |                                                            |
|  | \| \| Sciadoceridae \| \| \| \| \| \| Phoridae \| \| \| \| |
|  |                                                            |
|  | Sciadoceridae                                              |
|  |                                                            |
|  | Phoridae                                                   |
|  |                                                            |

|  | Sciadoceridae |
|  |               |
|  | Phoridae      |
|  |               |

|  | Ironomyiidae                                               |
|  |                                                            |
|  | \| \| Sciadoceridae \| \| \| \| \| \| Phoridae \| \| \| \| |
|  |                                                            |
|  | Sciadoceridae                                              |
|  |                                                            |
|  | Phoridae                                                   |
|  |                                                            |

|  | Sciadoceridae |
|  |               |
|  | Phoridae      |
|  |               |

|  | Ironomyiidae                                               |
|  |                                                            |
|  | \| \| Sciadoceridae \| \| \| \| \| \| Phoridae \| \| \| \| |
|  |                                                            |
|  | Sciadoceridae                                              |
|  |                                                            |
|  | Phoridae                                                   |
|  |                                                            |

|  | Sciadoceridae |
|  |               |
|  | Phoridae      |
|  |               |

|  | Ironomyiidae                                               |
|  |                                                            |
|  | \| \| Sciadoceridae \| \| \| \| \| \| Phoridae \| \| \| \| |
|  |                                                            |
|  | Sciadoceridae                                              |
|  |                                                            |
|  | Phoridae                                                   |
|  |                                                            |

|  | Sciadoceridae |
|  |               |
|  | Phoridae      |
|  |               |

McAlpine identificò perciò la superfamiglia dei Platypezoidea nell'insieme dei Ciclorrafi inferiori esclusi Pipunculidae e Syrphidae e la suddivise in cinque famiglie.
Nel corso degli anni novanta e del decennio successivo, i tentativi di definire la filogenesi dei Ciclorrafi inferiori, fra i quali si considerano più significativi i contributi di Brown (1992), Disney (1994), Cumming et al. (1995), Zatwarnicki (1996), Disney (2001), Collins & Wiegmann (2002), hanno portato a interpretazioni contrastanti, talvolta diametralmente opposte, mantenendo di fatto una situazione di completa incertezza sull'effettiva articolazione del cladogramma.
Come elementi di convergenza si evidenziano i seguenti:
- natura monofiletica dei Cyclorrhapha, correlati, nell'ambito degli Eremoneura, al clade degli Empidoidea, il più evoluto fra i Brachiceri inferiori;
- differenziazione di tre distinte linee che fanno capo, rispettivamente, ai Platypezoidea sensu McAlpine, ai Syrphoidea, agli Schizophora;
- probabile natura parafiletica degli Aschiza;
- sostanziale differenziazione, nell'ambito dei Platypezoidea sensu McAlpine, di due distinte linee, di cui una comprendente il clade dei Platypezidae sensu lato, l'altra comprendente il clade Ironomyiidae + Sciadoceridae + Phoridae;
- stretta correlazione filogenetica tra Sciadoceridae e Phoridae.

Come elementi di divergenza si evidenziano i seguenti:
- relazione dei Lonchopteridae con le altre famiglie dei Platypezoidea sensu McAlpine. Nella fattispecie si delineano due differenti ipotesi: la prima considera i Lonchopteridae come ramo primitivo rispetto al resto dei Cyclorrhapha, la seconda come ramo primitivo rispetto al clade Ironomyiidae + Sciadoceridae + Phoridae. Conseguenza diretta di queste due differenti interpretazioni è il carattere di primitività attribuito al clade dei Platypezoidea sensu stricto (Platypezidae + Opetia);
- relazione dei Syrphoidea con gli altri clade dei Cyclorrhapha. Anche in questo caso si delineano due differenti ipotesi: la prima considera i Syrphoidea come linea distinta dagli Schizophora e correlata ai Platypezoidea, la seconda come linea divergente nell'ambito di un clade monofiletico Syrphoidea + Schizophora. Quest'ultima ipotesi, che supporta meglio la natura parafiletica degli Aschiza, giustifica l'identificazione di un gruppo tassonomico-filogenetico denominato da alcuni Autori Eumuscomorpha, distinto dal resto dei Cyclorrhapha inferiori.

Nei lavori più recenti è stato tentato un riepilogo delle conoscenze finora acquisite allo scopo di risolvere le incongruenze. Secondo Yeates et al., il cladogramma dei Cyclorrhapha si articola in quattro linee distinte, secondo il seguente albero:
|  | Opetiidae    |
|  |              |
|  | Platypezidae |
|  |              |

|  | Ironomyiidae                                               |
|  |                                                            |
|  | \| \| Sciadoceridae \| \| \| \| \| \| Phoridae \| \| \| \| |
|  |                                                            |
|  | Sciadoceridae                                              |
|  |                                                            |
|  | Phoridae                                                   |
|  |                                                            |

|  | Sciadoceridae |
|  |               |
|  | Phoridae      |
|  |               |

|  | Ironomyiidae                                               |
|  |                                                            |
|  | \| \| Sciadoceridae \| \| \| \| \| \| Phoridae \| \| \| \| |
|  |                                                            |
|  | Sciadoceridae                                              |
|  |                                                            |
|  | Phoridae                                                   |
|  |                                                            |

|  | Sciadoceridae |
|  |               |
|  | Phoridae      |
|  |               |

|  | Syrphoidea  |
|  |             |
|  | Schizophora |
|  |             |

|  | Ironomyiidae                                               |
|  |                                                            |
|  | \| \| Sciadoceridae \| \| \| \| \| \| Phoridae \| \| \| \| |
|  |                                                            |
|  | Sciadoceridae                                              |
|  |                                                            |
|  | Phoridae                                                   |
|  |                                                            |

|  | Sciadoceridae |
|  |               |
|  | Phoridae      |
|  |               |

|  | Ironomyiidae                                               |
|  |                                                            |
|  | \| \| Sciadoceridae \| \| \| \| \| \| Phoridae \| \| \| \| |
|  |                                                            |
|  | Sciadoceridae                                              |
|  |                                                            |
|  | Phoridae                                                   |
|  |                                                            |

|  | Sciadoceridae |
|  |               |
|  | Phoridae      |
|  |               |

|  | Syrphoidea  |
|  |             |
|  | Schizophora |
|  |             |

|  | Opetiidae    |
|  |              |
|  | Platypezidae |
|  |              |

|  | Ironomyiidae                                               |
|  |                                                            |
|  | \| \| Sciadoceridae \| \| \| \| \| \| Phoridae \| \| \| \| |
|  |                                                            |
|  | Sciadoceridae                                              |
|  |                                                            |
|  | Phoridae                                                   |
|  |                                                            |

|  | Sciadoceridae |
|  |               |
|  | Phoridae      |
|  |               |

|  | Ironomyiidae                                               |
|  |                                                            |
|  | \| \| Sciadoceridae \| \| \| \| \| \| Phoridae \| \| \| \| |
|  |                                                            |
|  | Sciadoceridae                                              |
|  |                                                            |
|  | Phoridae                                                   |
|  |                                                            |

|  | Sciadoceridae |
|  |               |
|  | Phoridae      |
|  |               |

|  | Syrphoidea  |
|  |             |
|  | Schizophora |
|  |             |

|  | Ironomyiidae                                               |
|  |                                                            |
|  | \| \| Sciadoceridae \| \| \| \| \| \| Phoridae \| \| \| \| |
|  |                                                            |
|  | Sciadoceridae                                              |
|  |                                                            |
|  | Phoridae                                                   |
|  |                                                            |

|  | Sciadoceridae |
|  |               |
|  | Phoridae      |
|  |               |

|  | Ironomyiidae                                               |
|  |                                                            |
|  | \| \| Sciadoceridae \| \| \| \| \| \| Phoridae \| \| \| \| |
|  |                                                            |
|  | Sciadoceridae                                              |
|  |                                                            |
|  | Phoridae                                                   |
|  |                                                            |

|  | Sciadoceridae |
|  |               |
|  | Phoridae      |
|  |               |

|  | Syrphoidea  |
|  |             |
|  | Schizophora |
|  |             |

Resta tuttavia un certo margine di incertezza sulla monofilia del clade corrispondente ai Platypezoidea sensu lato: l'albero filogenetico sviluppato da Yeates et al., in effetti, posiziona il clade Platypezidae + Opetiidae come ramo primitivo rispetto al resto dei Ciclorrafi, trattando implicitamente come parafiletica la superfamiglia Platypezoidea sensu McAlpine. D'altra parte, il Tree of Life Web Project, la cui sezione relativa ai Ditteri è coordinata dal progetto FLYTREE, a cui fanno capo gli stessi Yeates et al., riporta, nell'attuale versione, un cladogramma differente, in cui il clade Platypezoidea sensu stricto + Phoroidea si colloca come ramo primitivo rispetto agli Eumuscomorpha:
|  | Opetiidae    |
|  |              |
|  | Platypezidae |
|  |              |

|  | Ironomyiidae                                               |
|  |                                                            |
|  | \| \| Sciadoceridae \| \| \| \| \| \| Phoridae \| \| \| \| |
|  |                                                            |
|  | Sciadoceridae                                              |
|  |                                                            |
|  | Phoridae                                                   |
|  |                                                            |

|  | Sciadoceridae |
|  |               |
|  | Phoridae      |
|  |               |

|  | Ironomyiidae                                               |
|  |                                                            |
|  | \| \| Sciadoceridae \| \| \| \| \| \| Phoridae \| \| \| \| |
|  |                                                            |
|  | Sciadoceridae                                              |
|  |                                                            |
|  | Phoridae                                                   |
|  |                                                            |

|  | Sciadoceridae |
|  |               |
|  | Phoridae      |
|  |               |

|  | Opetiidae    |
|  |              |
|  | Platypezidae |
|  |              |

|  | Ironomyiidae                                               |
|  |                                                            |
|  | \| \| Sciadoceridae \| \| \| \| \| \| Phoridae \| \| \| \| |
|  |                                                            |
|  | Sciadoceridae                                              |
|  |                                                            |
|  | Phoridae                                                   |
|  |                                                            |

|  | Sciadoceridae |
|  |               |
|  | Phoridae      |
|  |               |

|  | Ironomyiidae                                               |
|  |                                                            |
|  | \| \| Sciadoceridae \| \| \| \| \| \| Phoridae \| \| \| \| |
|  |                                                            |
|  | Sciadoceridae                                              |
|  |                                                            |
|  | Phoridae                                                   |
|  |                                                            |

|  | Sciadoceridae |
|  |               |
|  | Phoridae      |
|  |               |

|  | Opetiidae    |
|  |              |
|  | Platypezidae |
|  |              |

|  | Ironomyiidae                                               |
|  |                                                            |
|  | \| \| Sciadoceridae \| \| \| \| \| \| Phoridae \| \| \| \| |
|  |                                                            |
|  | Sciadoceridae                                              |
|  |                                                            |
|  | Phoridae                                                   |
|  |                                                            |

|  | Sciadoceridae |
|  |               |
|  | Phoridae      |
|  |               |

|  | Ironomyiidae                                               |
|  |                                                            |
|  | \| \| Sciadoceridae \| \| \| \| \| \| Phoridae \| \| \| \| |
|  |                                                            |
|  | Sciadoceridae                                              |
|  |                                                            |
|  | Phoridae                                                   |
|  |                                                            |

|  | Sciadoceridae |
|  |               |
|  | Phoridae      |
|  |               |

|  | Opetiidae    |
|  |              |
|  | Platypezidae |
|  |              |

|  | Ironomyiidae                                               |
|  |                                                            |
|  | \| \| Sciadoceridae \| \| \| \| \| \| Phoridae \| \| \| \| |
|  |                                                            |
|  | Sciadoceridae                                              |
|  |                                                            |
|  | Phoridae                                                   |
|  |                                                            |

|  | Sciadoceridae |
|  |               |
|  | Phoridae      |
|  |               |

|  | Ironomyiidae                                               |
|  |                                                            |
|  | \| \| Sciadoceridae \| \| \| \| \| \| Phoridae \| \| \| \| |
|  |                                                            |
|  | Sciadoceridae                                              |
|  |                                                            |
|  | Phoridae                                                   |
|  |                                                            |

|  | Sciadoceridae |
|  |               |
|  | Phoridae      |
|  |               |

|  | Opetiidae    |
|  |              |
|  | Platypezidae |
|  |              |

|  | Ironomyiidae                                               |
|  |                                                            |
|  | \| \| Sciadoceridae \| \| \| \| \| \| Phoridae \| \| \| \| |
|  |                                                            |
|  | Sciadoceridae                                              |
|  |                                                            |
|  | Phoridae                                                   |
|  |                                                            |

|  | Sciadoceridae |
|  |               |
|  | Phoridae      |
|  |               |

|  | Ironomyiidae                                               |
|  |                                                            |
|  | \| \| Sciadoceridae \| \| \| \| \| \| Phoridae \| \| \| \| |
|  |                                                            |
|  | Sciadoceridae                                              |
|  |                                                            |
|  | Phoridae                                                   |
|  |                                                            |

|  | Sciadoceridae |
|  |               |
|  | Phoridae      |
|  |               |

|  | Opetiidae    |
|  |              |
|  | Platypezidae |
|  |              |

|  | Ironomyiidae                                               |
|  |                                                            |
|  | \| \| Sciadoceridae \| \| \| \| \| \| Phoridae \| \| \| \| |
|  |                                                            |
|  | Sciadoceridae                                              |
|  |                                                            |
|  | Phoridae                                                   |
|  |                                                            |

|  | Sciadoceridae |
|  |               |
|  | Phoridae      |
|  |               |

|  | Ironomyiidae                                               |
|  |                                                            |
|  | \| \| Sciadoceridae \| \| \| \| \| \| Phoridae \| \| \| \| |
|  |                                                            |
|  | Sciadoceridae                                              |
|  |                                                            |
|  | Phoridae                                                   |
|  |                                                            |

|  | Sciadoceridae |
|  |               |
|  | Phoridae      |
|  |               |

|  | Opetiidae    |
|  |              |
|  | Platypezidae |
|  |              |

|  | Ironomyiidae                                               |
|  |                                                            |
|  | \| \| Sciadoceridae \| \| \| \| \| \| Phoridae \| \| \| \| |
|  |                                                            |
|  | Sciadoceridae                                              |
|  |                                                            |
|  | Phoridae                                                   |
|  |                                                            |

|  | Sciadoceridae |
|  |               |
|  | Phoridae      |
|  |               |

|  | Ironomyiidae                                               |
|  |                                                            |
|  | \| \| Sciadoceridae \| \| \| \| \| \| Phoridae \| \| \| \| |
|  |                                                            |
|  | Sciadoceridae                                              |
|  |                                                            |
|  | Phoridae                                                   |
|  |                                                            |

|  | Sciadoceridae |
|  |               |
|  | Phoridae      |
|  |               |

|  | Opetiidae    |
|  |              |
|  | Platypezidae |
|  |              |

|  | Ironomyiidae                                               |
|  |                                                            |
|  | \| \| Sciadoceridae \| \| \| \| \| \| Phoridae \| \| \| \| |
|  |                                                            |
|  | Sciadoceridae                                              |
|  |                                                            |
|  | Phoridae                                                   |
|  |                                                            |

|  | Sciadoceridae |
|  |               |
|  | Phoridae      |
|  |               |

|  | Ironomyiidae                                               |
|  |                                                            |
|  | \| \| Sciadoceridae \| \| \| \| \| \| Phoridae \| \| \| \| |
|  |                                                            |
|  | Sciadoceridae                                              |
|  |                                                            |
|  | Phoridae                                                   |
|  |                                                            |

|  | Sciadoceridae |
|  |               |
|  | Phoridae      |
|  |               |

|  | Opetiidae    |
|  |              |
|  | Platypezidae |
|  |              |

|  | Ironomyiidae                                               |
|  |                                                            |
|  | \| \| Sciadoceridae \| \| \| \| \| \| Phoridae \| \| \| \| |
|  |                                                            |
|  | Sciadoceridae                                              |
|  |                                                            |
|  | Phoridae                                                   |
|  |                                                            |

|  | Sciadoceridae |
|  |               |
|  | Phoridae      |
|  |               |

|  | Ironomyiidae                                               |
|  |                                                            |
|  | \| \| Sciadoceridae \| \| \| \| \| \| Phoridae \| \| \| \| |
|  |                                                            |
|  | Sciadoceridae                                              |
|  |                                                            |
|  | Phoridae                                                   |
|  |                                                            |

|  | Sciadoceridae |
|  |               |
|  | Phoridae      |
|  |               |

|  | Opetiidae    |
|  |              |
|  | Platypezidae |
|  |              |

|  | Ironomyiidae                                               |
|  |                                                            |
|  | \| \| Sciadoceridae \| \| \| \| \| \| Phoridae \| \| \| \| |
|  |                                                            |
|  | Sciadoceridae                                              |
|  |                                                            |
|  | Phoridae                                                   |
|  |                                                            |

|  | Sciadoceridae |
|  |               |
|  | Phoridae      |
|  |               |

|  | Ironomyiidae                                               |
|  |                                                            |
|  | \| \| Sciadoceridae \| \| \| \| \| \| Phoridae \| \| \| \| |
|  |                                                            |
|  | Sciadoceridae                                              |
|  |                                                            |
|  | Phoridae                                                   |
|  |                                                            |

|  | Sciadoceridae |
|  |               |
|  | Phoridae      |
|  |               |

|  | Opetiidae    |
|  |              |
|  | Platypezidae |
|  |              |

|  | Ironomyiidae                                               |
|  |                                                            |
|  | \| \| Sciadoceridae \| \| \| \| \| \| Phoridae \| \| \| \| |
|  |                                                            |
|  | Sciadoceridae                                              |
|  |                                                            |
|  | Phoridae                                                   |
|  |                                                            |

|  | Sciadoceridae |
|  |               |
|  | Phoridae      |
|  |               |

|  | Ironomyiidae                                               |
|  |                                                            |
|  | \| \| Sciadoceridae \| \| \| \| \| \| Phoridae \| \| \| \| |
|  |                                                            |
|  | Sciadoceridae                                              |
|  |                                                            |
|  | Phoridae                                                   |
|  |                                                            |

|  | Sciadoceridae |
|  |               |
|  | Phoridae      |
|  |               |

|  | Opetiidae    |
|  |              |
|  | Platypezidae |
|  |              |

|  | Ironomyiidae                                               |
|  |                                                            |
|  | \| \| Sciadoceridae \| \| \| \| \| \| Phoridae \| \| \| \| |
|  |                                                            |
|  | Sciadoceridae                                              |
|  |                                                            |
|  | Phoridae                                                   |
|  |                                                            |

|  | Sciadoceridae |
|  |               |
|  | Phoridae      |
|  |               |

|  | Ironomyiidae                                               |
|  |                                                            |
|  | \| \| Sciadoceridae \| \| \| \| \| \| Phoridae \| \| \| \| |
|  |                                                            |
|  | Sciadoceridae                                              |
|  |                                                            |
|  | Phoridae                                                   |
|  |                                                            |

|  | Sciadoceridae |
|  |               |
|  | Phoridae      |
|  |               |

|  | Opetiidae    |
|  |              |
|  | Platypezidae |
|  |              |

|  | Ironomyiidae                                               |
|  |                                                            |
|  | \| \| Sciadoceridae \| \| \| \| \| \| Phoridae \| \| \| \| |
|  |                                                            |
|  | Sciadoceridae                                              |
|  |                                                            |
|  | Phoridae                                                   |
|  |                                                            |

|  | Sciadoceridae |
|  |               |
|  | Phoridae      |
|  |               |

|  | Ironomyiidae                                               |
|  |                                                            |
|  | \| \| Sciadoceridae \| \| \| \| \| \| Phoridae \| \| \| \| |
|  |                                                            |
|  | Sciadoceridae                                              |
|  |                                                            |
|  | Phoridae                                                   |
|  |                                                            |

|  | Sciadoceridae |
|  |               |
|  | Phoridae      |
|  |               |

|  | Opetiidae    |
|  |              |
|  | Platypezidae |
|  |              |

|  | Ironomyiidae                                               |
|  |                                                            |
|  | \| \| Sciadoceridae \| \| \| \| \| \| Phoridae \| \| \| \| |
|  |                                                            |
|  | Sciadoceridae                                              |
|  |                                                            |
|  | Phoridae                                                   |
|  |                                                            |

|  | Sciadoceridae |
|  |               |
|  | Phoridae      |
|  |               |

|  | Ironomyiidae                                               |
|  |                                                            |
|  | \| \| Sciadoceridae \| \| \| \| \| \| Phoridae \| \| \| \| |
|  |                                                            |
|  | Sciadoceridae                                              |
|  |                                                            |
|  | Phoridae                                                   |
|  |                                                            |

|  | Sciadoceridae |
|  |               |
|  | Phoridae      |
|  |               |

|  | Opetiidae    |
|  |              |
|  | Platypezidae |
|  |              |

|  | Ironomyiidae                                               |
|  |                                                            |
|  | \| \| Sciadoceridae \| \| \| \| \| \| Phoridae \| \| \| \| |
|  |                                                            |
|  | Sciadoceridae                                              |
|  |                                                            |
|  | Phoridae                                                   |
|  |                                                            |

|  | Sciadoceridae |
|  |               |
|  | Phoridae      |
|  |               |

|  | Ironomyiidae                                               |
|  |                                                            |
|  | \| \| Sciadoceridae \| \| \| \| \| \| Phoridae \| \| \| \| |
|  |                                                            |
|  | Sciadoceridae                                              |
|  |                                                            |
|  | Phoridae                                                   |
|  |                                                            |

|  | Sciadoceridae |
|  |               |
|  | Phoridae      |
|  |               |

|  | Opetiidae    |
|  |              |
|  | Platypezidae |
|  |              |

|  | Ironomyiidae                                               |
|  |                                                            |
|  | \| \| Sciadoceridae \| \| \| \| \| \| Phoridae \| \| \| \| |
|  |                                                            |
|  | Sciadoceridae                                              |
|  |                                                            |
|  | Phoridae                                                   |
|  |                                                            |

|  | Sciadoceridae |
|  |               |
|  | Phoridae      |
|  |               |

|  | Ironomyiidae                                               |
|  |                                                            |
|  | \| \| Sciadoceridae \| \| \| \| \| \| Phoridae \| \| \| \| |
|  |                                                            |
|  | Sciadoceridae                                              |
|  |                                                            |
|  | Phoridae                                                   |
|  |                                                            |

|  | Sciadoceridae |
|  |               |
|  | Phoridae      |
|  |               |

## Sistematica

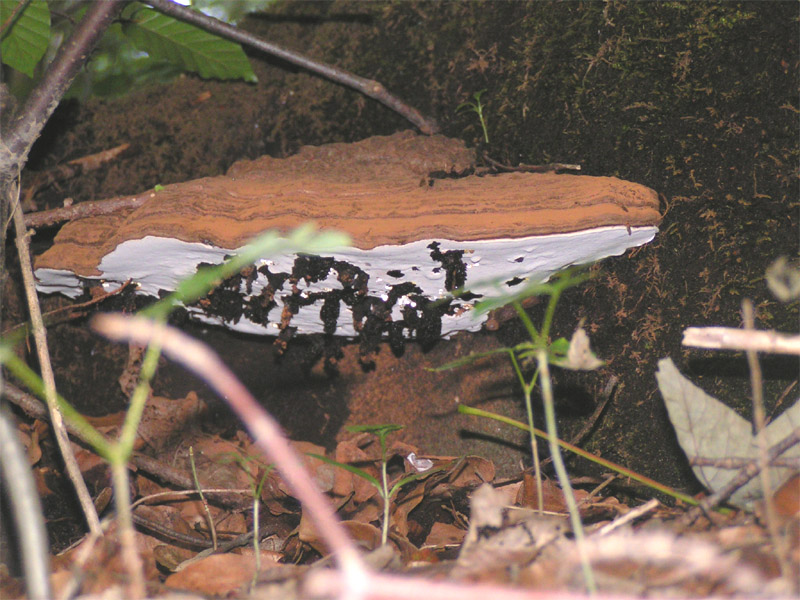
Corpo fruttifero di una poliporacea attaccato da larve di platipezidi.

L'incertezza relativa alle relazioni filogenetiche fra i Ciclorrafi inferiori ne rende ancora incerta la suddivisione tassonomica. Fermo restando che c'è ampio consenso sulla monofilia del clade Pipunculidae + Syrphidae e, quindi, nella separazione di queste due famiglie in una superfamiglia distinta, sussistono al momento due controversie ancora da risolvere.
La prima fa riferimento allo status della storica famiglia Sciadoceridae, comprendente due sole specie viventi (Sciadocera rufomaculata e Archiphora patagonica). Disney (2001) ha revisionato la posizione sistematica di questa famiglia riportandola al rango di sottofamiglia dei Phoridae. La revisione di Disney è supportata da tutte le analisi cladistiche, che trattano come monofiletico il clade Sciadoceridae + Phoridae, e di fatto non è stata formalmente contestata. Tuttavia alcuni Autori, in lavori successivi, fra cui lo stesso Yeates e i ditterologi ad esso collegati, considerano ancora gli Sciadoceridae come una famiglia distinta dai Phoridae. È presumibile che tale controversia sia solo apparente e che la separazione degli Sciadoceridae sia solo dovuta ad un'implicita adozione della ripartizione in famiglie seguita nel terzo volume del Manual of Nearctic Diptera (1989).

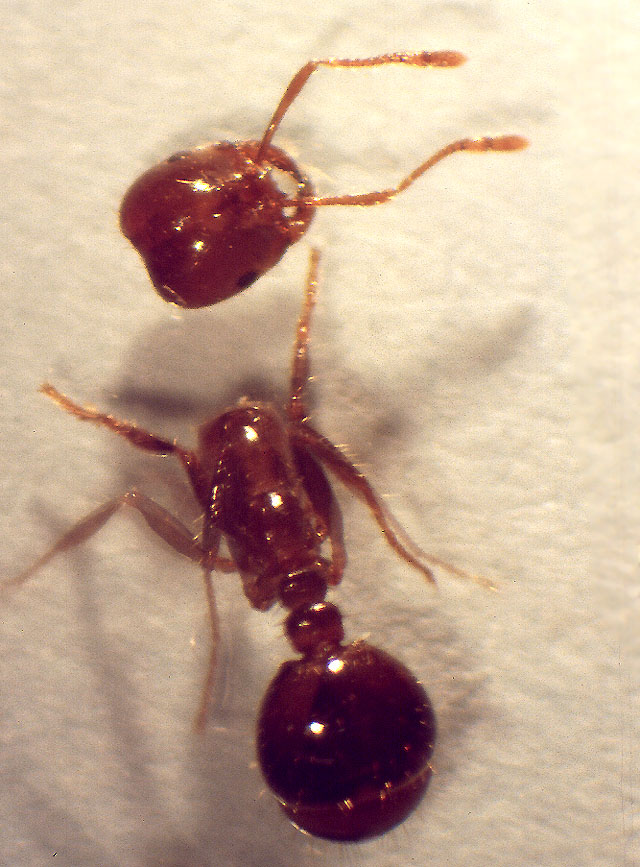
Decapitazione di una formica a seguito dello sviluppo di una larva di foride.

La seconda fa riferimento alla posizione del ramo Platypezidae + Opetiidae rispetto agli altri clade. La conferma della posizione basale rispetto al resto dei Cyclorrhapha giustifica la ripartizione dei Ciclorrhafi inferiori in tre distinte superfamiglie: Platypezoidea sensu stricto, Phoroidea e Syrphoidea. La conferma, invece, della natura monofiletica del gruppo di famiglie contrapposto agli Eumuscomorpha supporterebbe l'originaria ripartizione dei Ciclorrafi inferiori, adottata da McAlpine, in due sole superfamiglie: Platypezoidea sensu lato e Syrphoidea.
Il primo schema adotta pertanto la seguente ripartizione:
- Superfamiglia Platypezoidea:
  - Famiglia Opetiidae
  - Famiglia Platypezidae
- Superfamiglia Phoroidea
  - Famiglia Lonchopteridae
  - Famiglia Ironomyiidae
  - Famiglia Phoridae (inclusi i generi Sciadocera e Archiphora)

Il secondo schema si riconduce fondamentalmente a McAlpine (1989) integrato con la revisione di Disney (2001) e include i tradizionali Aschiza, con l'eccezione dei Syrphidae e dei Pipunculidae, in un'unica superfamiglia:
- Superfamiglia Platypezoidea (syn. Phoroidea):
  - Famiglia Opetiidae. Comprende solo quattro specie viventi, appartenenti tutte al genere Opetia
  - Famiglia Platypezidae. Comprende circa 250 specie ripartite fra 17 generi in quattro sottofamiglie:
    - Callomyiinae
    - Melanderomyiinae
    - Microsaniinae
    - Platypezinae

  - Famiglia Lonchopteridae. Comprende circa 60 specie viventi, ripartite fra tre generi: Lonchoptera, Neolonchoptera e Spilonchoptera.
  - Famiglia Ironomyiidae. Comprende la sola specie vivente Ironomyia nigromaculata.
  - Famiglia Phoridae. Attualmente si conoscono oltre 3000 specie descritte, ripartite fra circa 230 generi. In realtà, nell'ambito dei Ditteri, i Foridi sono tra i meno studiati e i più sconosciuti e gli specialisti della famiglia stimano che la dimensione reale sia di 20-50.000 specie. I Foridi rappresenterebbero pertanto uno dei gruppi sistematici effettivamente più ricchi nell'ambito dell'intero Regno animale. Il basso grado di conoscenza fa sì che la tassonomia interna della famiglia sia soggetta a frequenti revisioni e che abbia pertanto un carattere di provvisorietà e di incertezza. Allo stato attuale si riconoscono formalmente sei sottofamiglie, oltre a diversi generi di collocazione incerta:
    - Aenigmatiinae
    - Conicerinae
    - Hypocerinae
    - Metopininae
    - Phorinae
    - Sciadocerinae

## Paleontologia ed evoluzione
Il carattere primitivo dei Platypezoidea è attestato dalla loro presenza fin dal Giurassico superiore e la loro differenziazione evolutiva si è protratta nel corso del Cretaceo e del Paleogene. La comparsa dei Platypezoidea precede pertanto di almeno 50 milioni di anni quella degli altri Cyclorrapha, il cui flusso di irradiazione ha avuto inizio nel tardo Cretaceo e si è differenziato soprattutto nel corso del Paleogene.
I fossili più antichi, originariamente classificati come Platipezidi, appartengono a generi estinti delle famiglie Opetiidae e Ironomyiidae e risalgono al tardo Giurassico.